# Karol XVI Gustaw
Karol XVI Gustaw (szw. Carl Gustaf Folke Hubertus; ur. 30 kwietnia 1946 w Solnie) – król Szwecji od 15 września 1973 roku. Był jedynym synem i najmłodszym dzieckiem księcia Västerbotten, Gustawa Adolfa, oraz jego żony, Sybilli Koburg. Został królem Szwecji po śmierci swego dziadka, Gustawa VI Adolfa. Jest siódmym przedstawicielem dynastii Bernadotte na szwedzkim tronie oraz najdłużej panującym szwedzkim monarchą w historii. 
W 1976 roku ożenił się z niemiecką tłumaczką, Sylwią Sommerlath. Ma z nią troje dzieci – Wiktorię (ur. 1977), Karola Filipa (ur. 1979) i Magdalenę (ur. 1982), którzy zajmują kolejno pierwsze, czwarte i ósme miejsce w linii sukcesji do szwedzkiego tronu.
Po abdykacji królowej Danii Małgorzaty II 14 stycznia 2024 został najdłużej panującą głową państwa w Europie.

## Życiorys

### Narodziny i chrzest

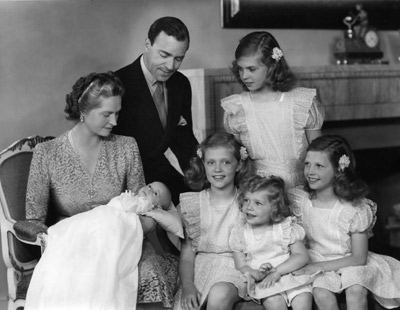
Karol Gustaw z matką i ojcem oraz czterema siostrami – Małgorzatą, Brygidą, Dezyderią i Krystyną (1946)

Urodził się 30 kwietnia 1946 roku o godz. 10.20 w pałacu Haga w Solnie jako najmłodsze dziecko księcia Gustawa Adolfa, oraz jego żony, Sybilli Koburg. Poród odbierała akuszerka, Alma Landeliusa, oraz profesor John Olow. W dniu urodzin chłopiec ważył 3.5 kilogramów. Mały książę zajął trzecie miejsce w linii sukcesji do szwedzkiego tronu (po dziadku i ojcu), a jego narodziny były bardzo hucznie obchodzone przez Szwedów. W swoich wspomnieniach siostra chłopca, Brygida, wspominała, że wraz z trzema siostrami nie rozumiała powodu ogromnej radości, jak mówiła: „zastanawiałyśmy się, co się dzieje, nie doszło do nas, że był to tak bardzo niezwykły moment, że mama urodziła chłopca – miała przecież nas”.
Mały książę otrzymał imiona Karol Gustaw Folke Hubert (szw. Carl Gustaf Folke Hubertus). Pierwsze imię, Karol, jest tradycyjnym imieniem szwedzkiej rodziny królewskiej, nosił je również ojciec jego matki, Karol Edward z Saksonii-Coburg-Gothy, było również jednym z imion jego ojca chrzestnego, Fryderyka IX, króla Danii. Drugie imię, Gustaw, również jest tradycyjnym imieniem szwedzkiej rodziny królewskiej, nosił je m.in. jego pradziadek, Gustaw V, jego dziadek, Gustaw VI Adolf, oraz jego ojciec, książę Gustaw Adolf. Trzecie imię, Folke, nosił jeden z jego ojców chrzestnych, Folke Bernadotte. Ostatnie imię, Hubert, otrzymał po wuju, Hubercie Koburgu, zmarłym bracie jego matki, Sybilli.
Został ochrzczony w wierze luterańskiej 7 czerwca 1946 roku w kaplicy Pałacu Królewskiego w Sztokholmie. Jego rodzicami chrzestnymi zostali: jego pradziadek, Gustaw V (król Szwecji), jego wuj, Fryderyk Jozjasz z Saksonii-Coburga-Gothy, jego dziadek, Gustaw Adolf (późniejszy król Szwecji jako Gustaw VI Adolf), Ludwika Mountbatten (późniejsza królowa Szwecji), a także: Fryderyk Glücksburg (przyszły król Danii jako Fryderyk IX), Ingryda Bernadotte (księżniczka szwedzka, późniejsza królowa Danii), Olaf Glücksburg (przyszły król Norwegii jako Olaf V), Juliana Oranje-Nassau (przyszła królowa Holandii), hrabia Folke Bernadotte oraz hrabina Maria Bernadotte.  
Został ochrzczony w szatce chrzcielnej, która była po raz pierwszy noszona przez jego ojca, Gustawa Adolfa Bernadotte, kiedy został ochrzczony w 1906 roku. Ceremonii chrztu Karola Gustawa przewodniczył arcybiskup Uppsali, Erling Eidem, który miał tego dnia powiedzieć: „Nikt nie zna jego jutra”. 7 czerwca ogłoszono również, że chłopiec otrzymał tytuł księcia Jämtland.  
Ma cztery starsze siostry – Małgorzatę (ur. 31 października 1934), Brygidę (ur. 19 stycznia 1937), Dezyderię (ur. 2 czerwca 1938) i Krystynę (ur. 3 sierpnia 1943).

### Młodość
Mając niecałe dziewięć miesięcy, 26 stycznia 1947 roku, stracił swojego ojca, Gustawa Adolfa, który zginął w katastrofie lotniczej w Kopenhadze. Stało się to po tym, gdy Karol Gustaw nauczył się wymawiać słowo „tata”. Mały książę dowiedział się o śmierci ojca dopiero w wieku siedmiu lat. Wiele lat później w różnych wywiadach Karol Gustaw stwierdzał, że zachował bardzo niewiele wspomnień związanych z ojcem. Przyznawał: „Brakowało mi go, brakowało mi kogoś na kim mógłbym się oprzeć, patrzeć i uczyć się tego co jest mi teraz potrzebne”.
29 października 1950 roku zmarł jego pradziadek, a na tronie zasiadł jego dziadek – Gustaw VI Adolf. Tym samym zaledwie trzyletni Karol Gustaw stał się następcą tronu. Z racji tego, że w przyszłości miał zostać królem Szwecji, bardzo dużą rolę przywiązywano do jego edukacji. Chłopiec cierpiał na dysleksję, przez co bardzo trudno było mu przyswoić wiedzę, której od niego wymagano. Falę krytyki wywołała dyskusja nad posłaniem Karola Gustawa do publicznej szkoły, dlatego utworzono szkołę w budynku pałacu. Tam chłopiec uczył się wraz z dziećmi pracowników dworu czy dziećmi przyjaciół jego matki. Do publicznej szkoły (wraz z internatem) książę poszedł dopiero w wieku trzynastu lat, 31 sierpnia 1959 roku. Jak wspominał jeden z jego kolegów z akademika: „Karol Gustaw zrobił prawie żałosne wrażenie, kiedy przyszedł. Był spiętym, nieśmiałym trzynastolatkiem, który miał problemy z nawiązaniem kontaktu z rówieśnikami”. Dość często w tym okresie wyjeżdżał do Wielkiej Brytanii, aby szlifować swój język angielski. W 1962 roku spędził kilka dni na Zamku Balmoral w Szkocji wraz z królową brytyjską, Elżbietą II, oraz Filipem, księciem Edynburga. W tym samym roku w kościele w Borgholmie Karol Gustaw został konfirmowany (odpowiednik katolickiej pierwszej komunii i bierzmowania).
31 marca 1964 roku Karol Gustaw zakończył szkolenie wojskowe, które trwało jeden rok. Dzięki niemu zdobył wiedzę z zakresu znajomości wojsk lądowych, sił powietrznych oraz marynarki. Tuż po tym jego dziadek, Gustaw VI Adolf, rozpoczął rozmowy z szefem Akademii Marynarki Wojennej, Willym Edenbergiem. Król Szwecji chciał omówić z nim program nauczania wojskowego dla swojego wnuka. Krytycznie do edukacji Karola Gustawa w tym zakresie wypowiadała się, również uczestnicząca w tych rozmowach, matka następcy tronu – Sybilla Koburg.
Po ukończeniu osiemnastego roku życia następca tronu w dniu otwarcia parlamentu złożył uroczystą przysięgę wierności królowi i stosowania się do szwedzkiej konstytucji. Rok później, kilka dni przed ukończeniem dwudziestu lat, 22 kwietnia 1966 roku, Karol Gustaw ukończył szkołę średnią. W tym czasie spadła na księcia fala krytyki w związku z jego wadą wymowy, która przeszkadzała mu w wygłaszaniu przemówień. Aby to zmienić, zatrudniono dla księcia logopedę, a także psychiatrę.
Przez dwa i pół roku pobierał wojskową edukację. W 1968 roku został oficerem. Następnie ukończył kurs dowódczy w Szwedzkiej Szkole Obrony Narodowej.
Studiował historię, socjologię, politologię, prawo finansowe i ekonomię na Uniwersytecie w Uppsali. Później studiował również ekonomię na Uniwersytecie Sztokholmskim.

### Król Szwecji
Kompetencje króla od 1975 roku zostały ograniczone jedynie do funkcji reprezentacyjnej. Król nie ma prawa inicjatywy ustawodawczej, nie mianuje premiera, nie jest nawet naczelnym dowódcą sił zbrojnych.
Pod koniec lat 70. bardzo ważnym tematem debaty publicznej stało się szwedzkie prawo sukcesyjne, które dawało pierwszeństwo mężczyznom. Postulowano zmianę tego stanu rzeczy, powołując się na równość kobiet i mężczyzn. Król Karol XVI Gustaw, tak jak wielu Szwedów, miał odmienne zdanie w tej kwestii. Uważał, że zmiana prawa sukcesyjnego jest sprzeczna z wielowiekową tradycją i nie powinna wejść w życie. Chciał, żeby jego jedyny syn, Karol Filip, zasiadł po nim na tronie. Parlament przegłosował jednak ustawę w 1979 roku i weszła ona w życie 1 stycznia 1980. Przez siedem miesięcy swego życia książę Karol Filip był następcą tronu, lecz – z powodu zmiany prawa – pierwsza w linii sukcesji znalazła się najstarsza córka Karola XVI Gustawa – Wiktoria.
Karol XVI Gustaw jest patronem wielu organizacji. Król pełni bardzo ważną rolę w promowaniu swego kraju poza jego granicami, między innymi wręcza Nagrodę Nobla we wszystkich dziedzinach (oprócz Pokojowej, którą wręcza król Norwegii).
7 marca 2022 roku, w czasie wizyty pułku w Karlsborgu, oficjalnie potępił inwazję Rosji na Ukrainę, mówiąc: „Jest to sprzeczne z prawem międzynarodowym i wyklucza podstawowe wolności i prawa. Katastrofa humanitarna jest faktem. Ludzie uciekają ze swoich domów i kraju. Rodziny są podzielone. Umierają niewinni ludzie”. W związku z wybuchem wojny w Szwecji rozpoczęła się poważna debata na temat wstąpienia tego państwa do NATO. 16 maja 2022 roku, w czasie spotkania z rządem, król oraz następczyni tronu zostali poinformowany o tych planach. Według mediów Karol XVI Gustaw miał określić wejście Szwecji do Paktu Północnoatlantyckiego jako „trudną sytuację”, ale równocześnie „historyczny wybór”.

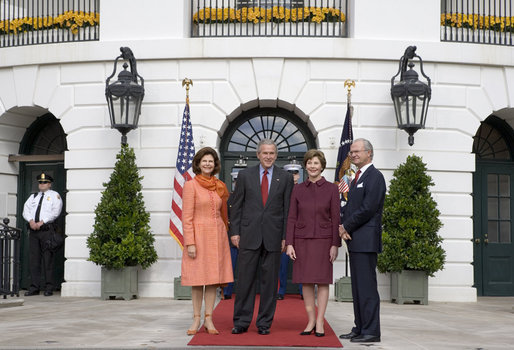
Karol XVI Gustaw z żoną i parą prezydencką Stanów Zjednoczonych, George’em W. Bushem i jego żoną, Laurą (2006)

## Życie prywatne

### Zainteresowania
Karol XVI Gustaw interesuje się samochodami i narzędziami. Na swoje piąte urodziny otrzymał m.in. samochodzik na pedały i narzędzia ogrodnicze. Ze względu na swoje zamiłowanie do motoryzacji na corocznym klasycznym rajdzie samochodowym na Olandii król jeździ Volvo PV 60, które otrzymał z okazji swoich 50. urodzin. Oprócz tego lubi jeździć na nartach – trzykrotnie brał udział w Biegu Wazów (w 1977, 1987 i 1997 roku).

### Małżeństwo i potomstwo

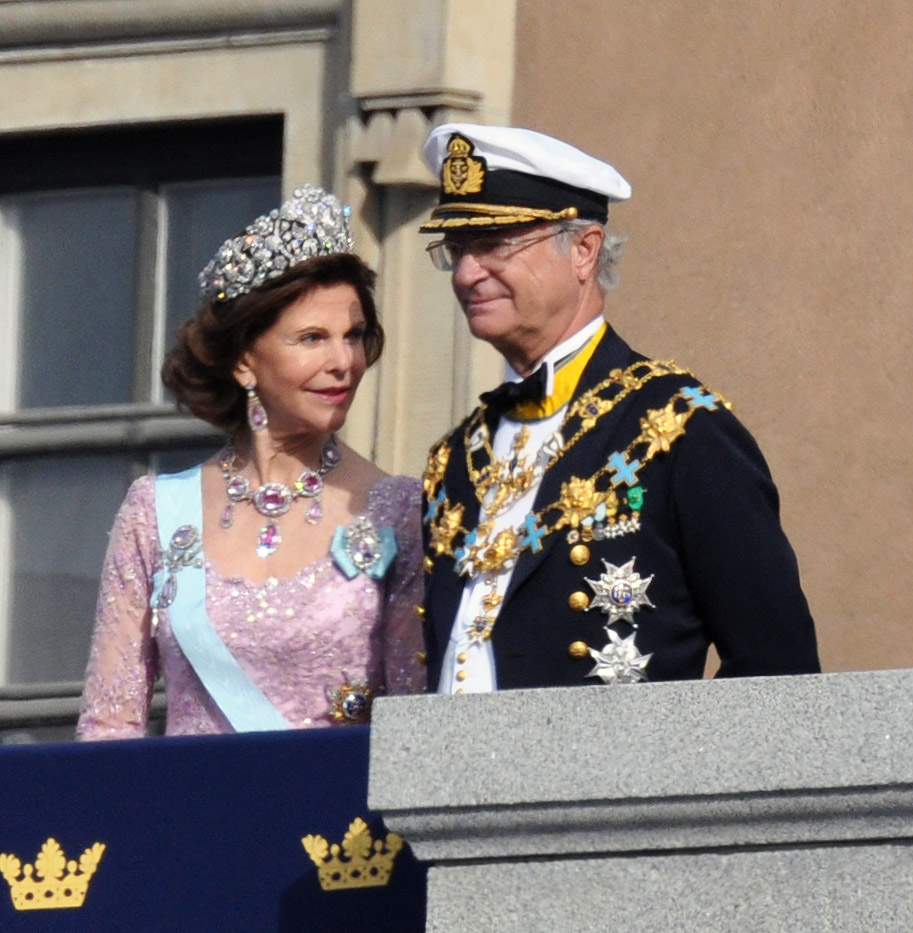
Karol XVI Gustaw z żoną w dniu ślubu córki, Wiktorii (2010)

W 1972 roku na Igrzyskach Olimpijskich w Monachium, Karol Gustaw poznał Niemkę, Sylwię Sommerlath (ur. 1943). „To po prostu kliknęło” (szw. „Det sa bara klick!”) – wyznał on później w jednym z wywiadów, przyznając tym samym, że zakochał się w Sylwii od pierwszego wejrzenia. Miłość została odwzajemniona, jednakże spotkała się z nieprzychylnością ze strony ówczesnego króla Szwecji, Gustawa VI Adolfa. Monarcha nie był zadowolony z wyboru wnuka – zwracał uwagę głównie na niearystokratyczne pochodzenie oraz rodzinę Sylwii, a konkretnie powiązania jej ojca z nazistami. Ostatecznie po śmierci dziadka Karol Gustaw stał się królem Szwecji i mógł bez przeszkód ożenić się z Sylwią. Zaręczyny zostały oficjalnie ogłoszone 12 marca 1976 roku. Sylwia od narzeczonego otrzymała pierścionek zaręczynowy, który wcześniej należał do jego matki, Sybilli Koburg. 19 czerwca 1976 w Sztokholmie para wzięła ślub.
Ma troje dzieci:
- Wiktoria (ur. 14 lipca 1977). W wyniku zmian w sukcesji, od stycznia 1979 roku jest następczynią szwedzkiego tronu. W 2010 roku wyszła za mąż za trenera personalnego, Daniela Westlinga. Ma z nim dwoje dzieci – Stellę (ur. 2012) i Oskara (ur. 2016).
- Karol Filip (ur. 13 maja 1979). Przez kilka miesięcy był następcą szwedzkiego tronu. Utracił tę funkcję na rzecz starszej siostry, Wiktorii. W 2015 roku ożenił się ze szwedzką modelką, Zofią Hellqvist. Ma z nią trzech synów – Aleksandra (ur. 2016), Gabriela (ur. 2017) i Juliana (ur. 2021) oraz córkę, Ines (ur. 2025).
- Magdalena (ur. 10 czerwca 1982). W 2013 roku wyszła za mąż za biznesmena, Christophera O'Neilla. Ma z nim troje dzieci – Eleonorę (ur. 2014), Mikołaja (ur. 2015) i Adriannę (ur. 2018). Jako jedyna spośród wszystkich dzieci króla nie przebywa na stałe w Szwecji. Obecnie wraz z rodziną mieszka w Stanach Zjednoczonych.

### Niewierność
Przez lata król uważany był za wzorowego męża i ojca. Wszystko zmieniło się w 2007 roku, gdy została wydana książka Thomasa Sjöberga „Den motvillige monarken” (pol. Niechętny monarcha). Autor wykazał w niej, że Karol XVI Gustaw otaczał się różnymi kobietami, również striptizerkami. Król miał nawet, razem ze swoją kochanką, którą miała być członkini Army of Lovers, modelka i piosenkarka, Camilla Henemark, planować wyjazd na bezludną wyspę.

Monogram królewski Karola XVI Gustawa

## Tytulatura
30 kwietnia 1946 – 7 czerwca 1946: Jego Królewska Wysokość książę Karol Gustaw ze Szwecji
7 czerwca 1946 – 29 października 1950: Jego Królewska Wysokość książę Karol Gustaw ze Szwecji, książę Jämtland
29 października 1950 – 15 września 1973: Jego Królewska Wysokość książę koronny Szwecji, książę Jämtland
Od 15 września 1973: Jego Królewska Mość król Szwecji

## Odznaczenia
- Wielki Mistrz Orderu Serafinów – od 1973[33][34]
- Wielki Mistrz Orderu Gwiazdy Polarnej – od 1973[33][34]
- Wielki Mistrz Orderu Miecza – od 1973[33][34]
- Wielki Mistrz Orderu Wazów – od 1973[33][34]
- Wielki Mistrz Orderu Karola XIII – od 1973[33][34]
- Wielki Łańcuch Orderu Krzyża Południa – Brazylia
- Wielki Order Króla Tomisława – 2013, Chorwacja[35]
- Wielki Komandor Orderu Danebroga – 1975, Dania[36]
- Order Słonia – 1965, Dania[36]
- Łańcuch Orderu Krzyża Ziemi Maryjnej – 1995, Estonia[37]
- Łańcuch Orderu Białej Gwiazdy – 2011, Estonia[38]
- Krzyż Wielki Legii Honorowej – Francja[potrzebny przypis]
- Krzyż Wielki Orderu Zbawiciela – 1964, Grecja
- Order Złotego Runa – 1983, Hiszpania
- Łańcuch Orderu Karola III – Hiszpania
- Krzyż Wielki Orderu Lwa Niderlandzkiego – Holandia[39]
- Najwyższy Order Chryzantemy – Japonia
- Krzyż Wielki Orderu Witolda Wielkiego – 1995, Litwa[40]
- Order Korony Królestwa – 2005, Malezja
- Łańcuch Orderu Orła Azteków – Meksyk
- Stopień Specjalny Krzyża Wielkiego Orderu Zasługi RFN – Niemcy
- Krzyż Wielki Królewskiego Norweskiego Orderu Świętego Olafa – 1974, Norwegia
- Order Orła Białego – 1993, Polska[41]
- Wielki Łańcuch Orderu Wojskowego Świętego Jakuba od Miecza – 2008, Portugalia[42]
- Wielki Łańcuch Orderu Infanta Henryka – 1987, Portugalia[42]
- Krzyż Wielki Orderu Dobrej Nadziei – 1997, RPA[43]
- Krzyż Wielki z Łańcuchem Orderu Gwiazdy Rumunii – 2003, Rumunia
- Order Podwójnego Białego Krzyża I klasy – 2002, Słowacja[44]
- Order za Wybitne Zasługi – 2004, Słowenia
- Order Rajamitrabhorn – 2003, Tajlandia
- Order Wolności (Ukraina)[45], 2008
- Order Podwiązki – 1983, Wielka Brytania
- Honorowy Rycerz Krzyża Wielkiego Królewskiego Orderu Wiktoriańskiego – Wielka Brytania
- Królewski Łańcuch Wiktorii – 1975, Wielka Brytania
- Cavaliere di Gran Croce Decorato di Gran Cordone Orderu Zasługi Republiki Włoskiej – 1991, Włochy[46]
- Krzyż Wielki z Łańcuchem Orderu Sokoła Islandzkiego – 1975, Islandia

## Genealogia
| Prapradziadkowie                                                 | król Szwecji i Norwegii Oskar II Bernadotte (1829–1907) ∞ 1857 Zofia Wilhelmina Nassau (1836–1913) | wielki książę Badenii Fryderyk I Badeński (1826–1907) ∞ 1856 Ludwika Maria Hohenzollern (1838–1923) | Fryderyk Karol Hohenzollern (1828–1885) ∞ 1854 Maria Anna Anhalt-Dessau (1837–1906)      | Albert Saxe-Coburg-Gotha (1819–1861) ∞ 1840 królowa Wielkiej Brytanii Wiktoria Hanowerska (1819–1901) | Albert Saxe-Coburg-Gotha (1819–1861) ∞ 1840 królowa Wielkiej Brytanii Wiktoria Hanowerska (1819–1901) | Jerzy Wiktor Waldeck-Pyrmont (1831–1893) ∞1853 Helena Wilhelmina Nassau (1831–1888)     | Fryderyk Schleswig-Holstein-Sonderburg-Glücksburg (1814–1885) ∞ 1841 Adelajda Krystyna Schaumburg-Lippe (1821–1899)                                   | Fryderyk VIII Schleswig-Holstein (1829–1880) ∞ 1856 Adelajda Wiktoria Hohenlohe-Langenburg (1835–1900)                                                |
| Pradziadkowie                                                    | król Szwecji Gustaw V Bernadotte (1858–1950) ∞1881 Wiktoria Badeńska (1862–1930)                   | król Szwecji Gustaw V Bernadotte (1858–1950) ∞1881 Wiktoria Badeńska (1862–1930)                    | Luiza Małgorzata Hohenzollern (1860–1917) ∞ 1879 Artur Koburg (1850–1942)                | Luiza Małgorzata Hohenzollern (1860–1917) ∞ 1879 Artur Koburg (1850–1942)                             | Leopold Koburg (1853–1884) ∞1882 Helena Waldeck-Pyrmont (1861–1922)                                   | Leopold Koburg (1853–1884) ∞1882 Helena Waldeck-Pyrmont (1861–1922)                     | Fryderyk Ferdynand Schleswig-Holstein-Sonderburg-Glücksburg (1855–1934) ∞1885 Karolina Matylda Schleswig-Holstein-Sonderburg-Augustenburg (1860–1932) | Fryderyk Ferdynand Schleswig-Holstein-Sonderburg-Glücksburg (1855–1934) ∞1885 Karolina Matylda Schleswig-Holstein-Sonderburg-Augustenburg (1860–1932) |
| Dziadkowie                                                       | król Szwecji Gustaw VI Adolf Bernadotte (1882–1973) ∞ 1905 Małgorzata Koburg (1882–1920)           | król Szwecji Gustaw VI Adolf Bernadotte (1882–1973) ∞ 1905 Małgorzata Koburg (1882–1920)            | król Szwecji Gustaw VI Adolf Bernadotte (1882–1973) ∞ 1905 Małgorzata Koburg (1882–1920) | król Szwecji Gustaw VI Adolf Bernadotte (1882–1973) ∞ 1905 Małgorzata Koburg (1882–1920)              | Karol Edward Koburg (1884–1954) ∞ 1905 Wiktoria Adelajda Schleswig-Holstein (1885–1970)               | Karol Edward Koburg (1884–1954) ∞ 1905 Wiktoria Adelajda Schleswig-Holstein (1885–1970) | Karol Edward Koburg (1884–1954) ∞ 1905 Wiktoria Adelajda Schleswig-Holstein (1885–1970)                                                               | Karol Edward Koburg (1884–1954) ∞ 1905 Wiktoria Adelajda Schleswig-Holstein (1885–1970)                                                               |
| Rodzice                                                          | Gustaw Adolf Bernadotte (1906–1947) ∞ 1932 Sybilla Koburg (1908–1972)                              | Gustaw Adolf Bernadotte (1906–1947) ∞ 1932 Sybilla Koburg (1908–1972)                               | Gustaw Adolf Bernadotte (1906–1947) ∞ 1932 Sybilla Koburg (1908–1972)                    | Gustaw Adolf Bernadotte (1906–1947) ∞ 1932 Sybilla Koburg (1908–1972)                                 | Gustaw Adolf Bernadotte (1906–1947) ∞ 1932 Sybilla Koburg (1908–1972)                                 | Gustaw Adolf Bernadotte (1906–1947) ∞ 1932 Sybilla Koburg (1908–1972)                   | Gustaw Adolf Bernadotte (1906–1947) ∞ 1932 Sybilla Koburg (1908–1972)                                                                                 | Gustaw Adolf Bernadotte (1906–1947) ∞ 1932 Sybilla Koburg (1908–1972)                                                                                 |
| Karol XVI Gustaw Bernadotte (ur. 30 kwietnia 1946), król Szwecji | | |                                                                                          | | |                                                                                         | | |